# Jin Xiangqian
Jin Xiangqian (* 18. März 1997) ist ein chinesischer Geher.

## Sportliche Laufbahn
Jin Xiangqian tritt seit 2015 in Wettkämpfen als Geher an. Im März 2016 trat er in Rom zu den Geher-Team-Weltmeisterschaften an, wurde allerdings in seinem Rennen über 20 km disqualifiziert. 2017 stellte er im März seine persönliche Bestzeit von 1:19:12 h auf und qualifizierte sich damit für die Weltmeisterschaften in London, bei denen er den 19. Platz belegte. 2018 belegte Jin bei den Geher-Team-Weltmeisterschaften in der Heimat in seinem Rennen den sechsten Platz und trat Ende August bei den Asienspielen in Jakarta an, bei denen er die Bronzemedaille gewann.

## Wichtige Wettbewerbe
| Jahr                            | Veranstaltung                   | Ort                             | Platz                           | Disziplin                       | Weite                           |
| Startet für Volksrepublik China | Startet für Volksrepublik China | Startet für Volksrepublik China | Startet für Volksrepublik China | Startet für Volksrepublik China | Startet für Volksrepublik China |
| ------------------------------- | ------------------------------- | ------------------------------- | ------------------------------- | ------------------------------- | ------------------------------- |
| 2017                            | Weltmeisterschaften             | London                          | 19.                             | 20 km Gehen                     | 1:21:24 h                       |
| 2018                            | Asienspiele                     | Jakarta                         | 3.                              | 20 km Gehen                     | 1:25:41 h                       |

## Persönliche Bestleistungen
Freiluft
- 10-km-Bahnengehen: 40:50,00 min, 24. Oktober 2015, Fuzhou
- 10-km-Gehen: 40:50 min, 4. Februar 2018, Genua
- 20-km-Gehen: 1:19:12 h, 4. März 2017, Huangshan